# Distribució normal matricial

Valors propis de 4 classes de matrius aleatòries en el pla complex. (s'empra ~10³ matrius 2x2, de manera que qualsevol teorema de límit central vàlid per a matrius grans no s'aplica realment aquí)

En estadística, la distribució normal matricial o distribució gaussiana matricial és una distribució de probabilitat que és una generalització de la distribució normal multivariable a variables aleatòries amb valors matricials.
La normal de la matriu està relacionada amb la distribució normal multivariant de la següent manera:
{\displaystyle \mathbf {X} \sim {\mathcal {MN}}_{n\times p}(\mathbf {M} ,\mathbf {U} ,\mathbf {V} ),}
si i només si
{\displaystyle \mathrm {vec} (\mathbf {X} )\sim {\mathcal {N}}_{np}(\mathrm {vec} (\mathbf {M} ),\mathbf {V} \otimes \mathbf {U} )}
on {\displaystyle \otimes } denota el producte Kronecker i {\displaystyle \mathrm {vec} (\mathbf {M} )} denota la vectorització de {\displaystyle \mathbf {M} }.

## Definició[3]
La funció de densitat de probabilitat per a la matriu aleatòria X (n×p) que segueix la distribució normal de la matriu {\displaystyle {\mathcal {MN}}_{n,p}(\mathbf {M} ,\mathbf {U} ,\mathbf {V} )} té la forma:
{\displaystyle p(\mathbf {X} \mid \mathbf {M} ,\mathbf {U} ,\mathbf {V} )={\frac {\exp \left(-{\frac {1}{2}}\,\mathrm {tr} \left[\mathbf {V} ^{-1}(\mathbf {X} -\mathbf {M} )^{T}\mathbf {U} ^{-1}(\mathbf {X} -\mathbf {M} )\right]\right)}{(2\pi )^{np/2}|\mathbf {V} |^{n/2}|\mathbf {U} |^{p/2}}}}
on {\displaystyle \mathrm {tr} } denota traça i M és n×p, U és n×n i V és p×p, i la densitat s'entén com la funció de densitat de probabilitat respecte a la mesura estàndard de Lebesgue en {\displaystyle \mathbb {R} ^{n\times p}}, és a dir: la mesura corresponent a la integració respecte a {\displaystyle dx_{11}dx_{21}\dots dx_{n1}dx_{12}\dots dx_{n2}\dots dx_{np}}.